# Hans-Joachim Bielig
Hans-Joachim Bielig (* 14. Januar 1912 in Quedlinburg; † 19. November 1987) war ein deutscher Chemiker und Hochschullehrer.

## Leben
Bielig studierte nach dem Abitur in Erfurt ab 1931 Medizin in Würzburg. Parallel dazu nahm er 1932 ein Chemiestudium auf und studierte beide Fächer in Würzburg, Innsbruck und Freiburg. Er promovierte 1939 bei Franz Gottwalt Fischer über die Hydrierung ungesättigter Stoffe im Tierkörper. 1939 wurde Bielig Assistent bei Richard Kuhn am Max-Planck-Institut für medizinische Forschung in Heidelberg, wo er bis 1963 arbeitete. 1951 hatte er sich in Freiburg habilitiert und wurde 1963 auf den Lehrstuhl für Biochemie an der Universität des Saarlandes in Saarbrücken berufen. Neben seiner Forschungs- und Lehrtätigkeit war er als Redakteur von Liebigs Annalen der Chemie tätig.

## Wissenschaftliches Werk
Die wissenschaftlichen Arbeiten von Bielig lagen auf dem Gebiet der Naturstoffe. Während seiner Zeit in Heidelberg befasste er sich mit Farbstoffen, insbesondere den Carotinoiden. Zusammen mit dem Biologen Max Hartmann arbeitete er über die Befruchtungsstoffe bei Fischen. Weitere Arbeiten aus dem Bereich der Meeresbiologie befassten sich beispielsweise mit der Bedeutung und Konstitution von Hämovanadin, dem vanadinhaltigen Blutfarbstoff der Seescheiden. Ferner erforschte Bielig die Biosynthese des antiken Purpurs aus Purpurschnecken, er isolierte einen eisenhaltigen Farbstoff mit Indikatoreigenschaften aus den Branchialherzen von Tintenfischen, befasste sich mit der Konstitution des Hallachroms aus dem marinen Wurm Halla parthenoeia und mit dem Eisenstoffwechsel von Säugetieren.